# Cincinnati Bengals 1973
La stagione 1973 dei Cincinnati Bengals è stata la quarta della franchigia nella National Football League, la sesta complessiva. La stagione iniziò con un record di 4-4, dopo di che la squadra vinse tutte le ultime sei partite, conquistando il suo secondo titolo di division. Nei playoff Cincinnati fu sconfitta dai Miami Dolphins futuri vincitori del Super Bowl.
Il running back Essex Johnson divenne il primo giocatore dei Bengals a correre 100 yard e riceverne altre 100 nella stessa partita: corse 121 yard su 21 tentativi e ne ricevette 116 con 2 ricezioni il 30 settembre 1973 contro i San Diego Chargers. Forse il momento migliore della stagione dei Bengals fu infliggere ai Minnesota Vikings, futuri vincitori della NFC, la loro peggior sconfitta stagionale, un 27-0.

## Roster
| Roster dei Cincinnati Bengals nel 1973 |
| --- |
| Quarterback - 14 Ken Anderson - 12 Greg Cook - 17 Mike Ernst Running Back - 19 Essex Johnson - 26 Reece Morrison - 35 Boobie Clark - 36 Lenvil Elliott - 44 Doug Dressler - 46 Joe Wilson Wide Receiver - 18 Charlie Joiner - 25 Chip Myers - 85 Isaac Curtis - 89 Tim George Tight End - 81 Al Chandler - 88 Bruce Coslet - 84 Bob Trumpy Offensive Linemen - 50 Tom DeLeone G - 54 Bob Johnson C - 64 John Shinners G - 71 Rufus Mayes T - 72 Howard Fest G - 73 Pat Matson G - 75 Stan Walters T - 76 Vernon Holland T Defensive Linemen - 82 Royce Berry DE - 70 Ron Carpenter DT - 74 Mike Reid DT - 78 Lee Thomas DE - 79 Steve Chomyszak DT - 80 Ken Johnson DE - 83 Sherman White DE Linebacker - 52 Doug Adams - 51 Ken Avery - 55 Jim LeClair - 56 Tim Kearney - 58 Al Beauchamp - 60 Ron Pritchard - 66 Bill Bergey Defensive Back - 37 Tommy Casanova S - 13 Ken Riley CB - 20 Lemar Parrish CB - 23 Bernard Jackson S - 29 Lyle Blackwood S - 32 Bob Jones S - 34 Neal Craig S Special Team - 15 Dave Lewis P - 16 Horst Muhlmann K Lista delle riserve - 11 Virgil Carter QB (IR) |
| Legenda - I rookie sono in corsivo. - Il primo ruolo è il principale mentre gli eventuali successivi indicano i ruoli secondari. - (IR) sta per Injured Reserve ed indica la lista ristretta per un solo giocatore infortunato che può tornare ad allenarsi dopo la settimana 6 e a rientrare in prima squadra dopo che questa ha giocato 8 partite. - (NF-Inj.) / (NF-Ill.) stanno rispettivamente per Non-Football Injured e Non-Football Illness ed indicano le liste dove viene inserito un giocatore che ha un infortunio o una malattia non dipendente dal football americano. - (PUP) sta per Physically Unable to Perform ed indica la lista dove viene inserito un giocatore mentre è in attesa di recuperare la condizione fisica. Nella stagione regolare dopo la sesta partita giocata dalla propria squadra, il giocatore ha tempo tre settimane per riprendere ad allenarsi, più tre settimane aggiuntive dal suo rientro agli allenamenti per rientrare in prima squadra. |

## Calendario
| Stagione regolare |              |                        |           |        |                             |         |
| Turno             | Data         | Avversario             | Risultato | Record | Stadio                      | Sintesi |
| 1                 | 16 settembre | at Denver Broncos      | S 10–28   | 0–1    | Mile High Stadium           | 49,059  |
| 2                 | 23 settembre | Houston Oilers         | V 24–10   | 1–1    | Riverfront Stadium          | 51,823  |
| 3                 | 30 settembre | at San Diego Chargers  | V 20–13   | 2–1    | San Diego Stadium           | 46,733  |
| 4                 | 7 ottobre    | at Cleveland Browns    | S 10–17   | 2–2    | Cleveland Municipal Stadium | 70,805  |
| 5                 | 14 ottobre   | Pittsburgh Steelers    | V 19–7    | 3–2    | Riverfront Stadium          | 55,819  |
| 6                 | 21 ottobre   | Kansas City Chiefs     | V 14–6    | 4–2    | Riverfront Stadium          | 56,397  |
| 7                 | 28 ottobre   | at Pittsburgh Steelers | S 13–20   | 4–3    | Three Rivers Stadium        | 45,761  |
| 8                 | 4 novembre   | at Dallas Cowboys      | S 10–38   | 4–4    | Texas Stadium               | 54,944  |
| 9                 | 11 novembre  | at Buffalo Bills       | V 16–13   | 5–4    | Rich Stadium                | 76,927  |
| 10                | 18 novembre  | New York Jets          | V 20–14   | 6–4    | Riverfront Stadium          | 55,745  |
| 11                | 25 novembre  | St. Louis Cardinals    | V 42–24   | 7–4    | Riverfront Stadium          | 50,918  |
| 12                | 2 dicembre   | Minnesota Vikings      | V 27–0    | 8–4    | Riverfront Stadium          | 57,859  |
| 13                | 9 dicembre   | Cleveland Browns       | V 34–17   | 9–4    | Riverfront Stadium          | 58,266  |
| 14                | 16 dicembre  | at Houston Oilers      | V 27–24   | 10–4   | Astrodome                   | 21,955  |

Note
- Gli avversari della propria division sono in grassetto.

## Classifiche
| AFC Central Division |    |    |   |      |     |       |     |     |     |
|                      | V  | S  | P | %    | DIV | CONF  | PF  | PS  | STR |
| Cincinnati Bengals   | 10 | 4  | 0 | .714 | 4–2 | 8–3   | 286 | 231 | V6  |
| Pittsburgh Steelers  | 10 | 4  | 0 | .714 | 4–2 | 7–4   | 347 | 210 | V2  |
| Cleveland Browns     | 7  | 5  | 2 | .571 | 4–2 | 6–3–2 | 234 | 255 | S2  |
| Houston Oilers       | 1  | 13 | 0 | .071 | 0–6 | 1–10  | 199 | 447 | S6  |